# Conepatus humboldtii castaneus
El zorrino chico o zorrino castaño (Conepatus castaneus) es una especie de mofeta endémica del centro de la Argentina.

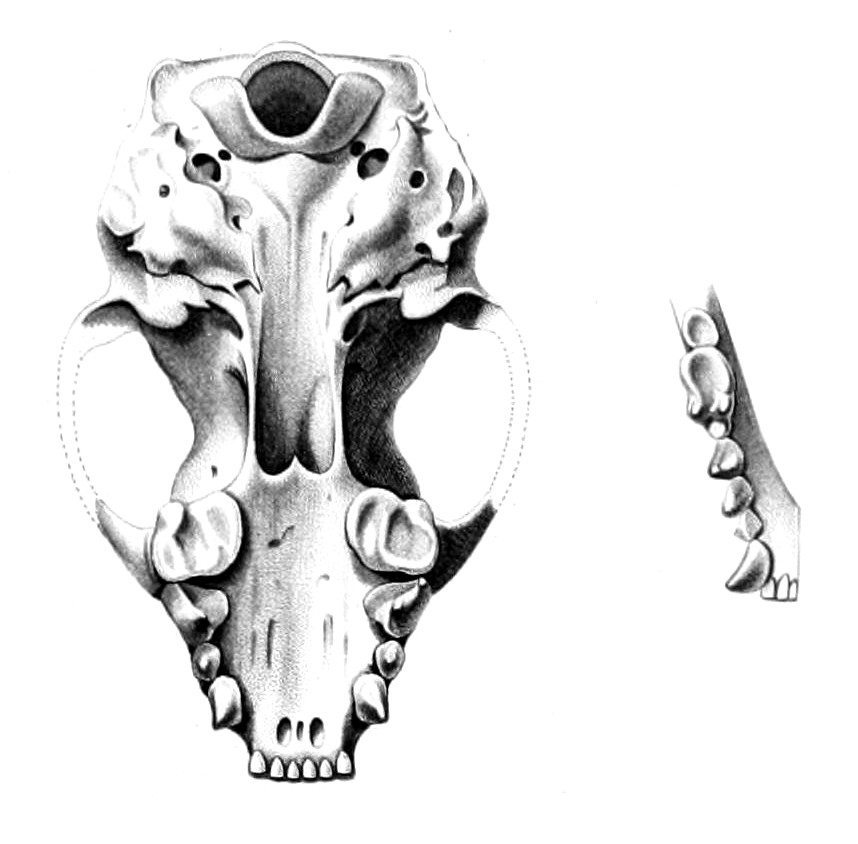
Vista inferior de un cráneo de este taxón.

## Descripción
Posee un cuerpo delgado, con una frondosa y larga cola. La cabeza presenta un hocico corto y fino. El pelaje destaca por ser de color negro, pero presentando dos angostas franjas de color blanco que no se unen en la frente, incluso son frecuentes los ejemplares que sólo cuentan con dos líneas blancas sobre la región escapular. Entre ambas bandas blancas, el pelaje exhibe tonos castaños, los que motivan uno de sus nombres vulgares. Bajo la cola, a ambos lados del ano, posee las glándulas anales que producen su característico y fétido líquido defensivo.
Se alimenta de invertebrados, pequeños vertebrados, huevos y algunos vegetales.

## Hábitat y distribución

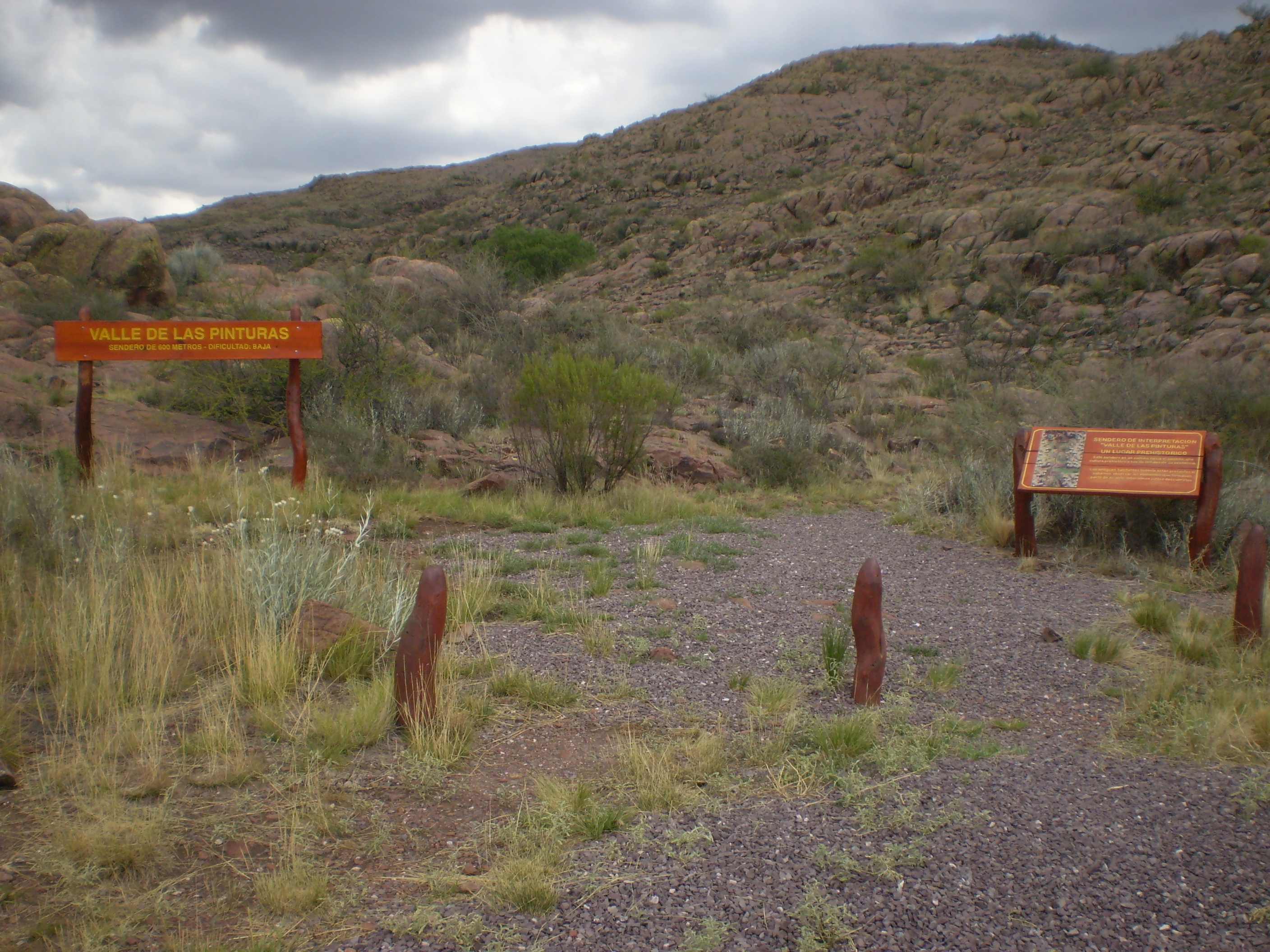
Vegetación típica de la Provincia fitogeográfica del Monte, uno de los hábitats característicos de este taxón, en el parque nacional Lihué Calel, La Pampa.

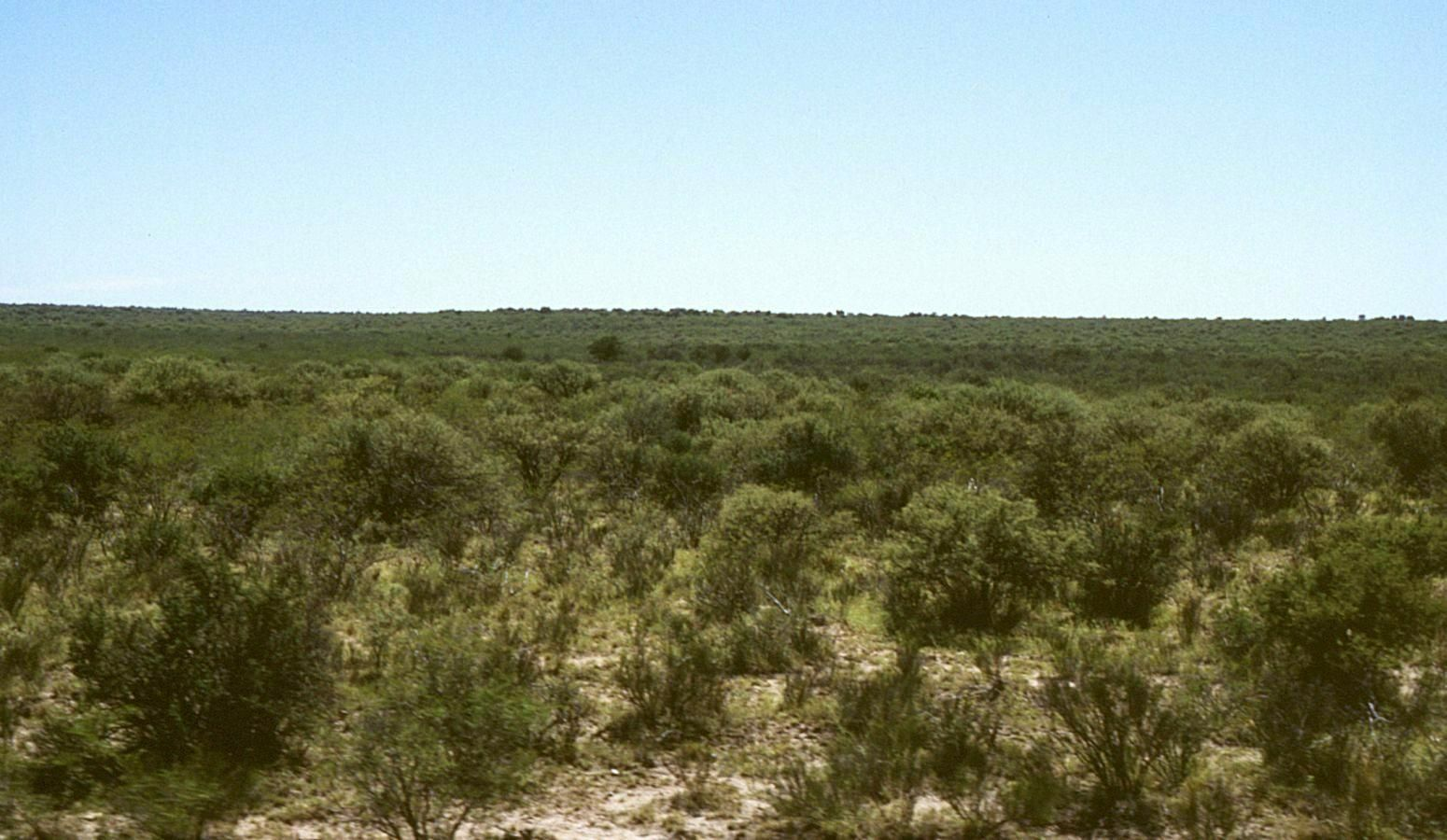
Vegetación típica de la Provincia fitogeográfica del Monte en la zona de Balde, San Luis; uno de los hábitats característicos de este taxón.

Este taxón es un endemismo del centro de la Argentina. Se distribuye desde las provincias de La Rioja y Santiago del Estero (posiblemente también el sur de Catamarca) por el norte, hasta el noreste de Chubut por el sur.   
Habita en estepas arbustivas y bosques xerófilos abiertos. Es una especie característica de la provincia fitogeográfica del Monte. También tiene poblaciones en sectores lindantes en el distrito fitogeográfico del Caldén de la provincia fitogeográfica del Espinal, y en el distrito fitogeográfico Chaqueño Árido, que pertenece a la provincia fitogeográfica Chaqueña.

## Taxonomía
Subespecie de Conepatus humboldtii, es elevada a especie por otros autores como Conepatus castaneus. distinguible por poseer un tamaño menor, y por la distribución del blanco dorsal; C. humboldtii presenta dos anchas bandas blancas que se unen en la frente; en cambio C. castaneus presenta dos angostas franjas que no se unen en la frente, incluso son frecuentes los ejemplares que sólo cuentan con dos líneas blancas sobre la región escapular. Al tener estéticamente un color de pelaje inferior, fue menos depredado por la industria peletera como sí ocurrió con el C. humboldtii.
Según otros autores, como J. W. Dragoon, T. Orrell, Don E. Wilson, o DeeAnn M. Reeder, estos caracteres morfológicos no son suficientes para que sea una especie buena y la mantienen como subespecie.